# Греко-болгарская схизма
Гре́ко-болга́рская схи́зма (болгарский раскол, болгарский церковный вопрос) — одностороннее провозглашение 11 мая 1872 года автокефалии иерархами Константинопольского патриархата болгарского происхождения (фактически раскол произошёл ещё в апреле 1860 года) и последовавшие в сентябре того же года прещения со стороны кириархальной Церкви — Константинопольского патриархата, а также ряда иных. Автокефальный статус Болгарской церкви был признан Константинопольским патриархатом лишь в феврале 1945 года.
Сторонники болгарской автокефалии считали правовым основанием создания независимого Болгарского экзархата (болг. Българска екзархия) султанский фирман османского (оттоманского) правительства визиря Аали-паши, провозглашённый 28 февраля 1870 года, хотя последний не предусматривал полной канонической независимости (автокефалии) болгар и рассматривался оттоманским правительством как утративший силу после провозглашения схизмы.

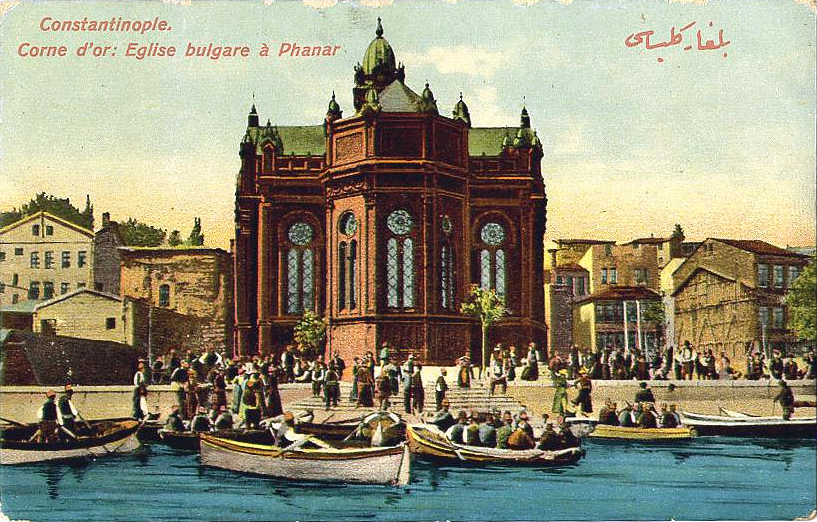
Болгарская церковь св. Стефана в Константинополе (Балат). Начало XX века.

## Предыстория
Как и все православные Османской империи, болгары входили в греческий («римский») миллет, главой (миллет-баши) которого был греческий Константинопольский патриарх, предстоятель «Великой церкви». 16 января 1767 года Патриарх Самуил I, по письменной просьбе Охридского архиепископа Арсения II, упразднил автокефальную Охридскую архиепископию (сами Охридские архиепископы к тому времени были греками), которая была подчинена Патриархии на правах Преспанской митрополии.
С 1820-х годов в епархиях, населённых преимущественно болгарами, — на фоне общего роста национализма и освободительного движения — шло церковно-общественное движение за более широкое использование церковнославянского языка в богослужении (вместо греческого), за право избрания народом лиц болгарского происхождения на епископские кафедры (епископат был греческий) и перевод архиереев на оклады (вместо податей и сборов). Такие устремления не могли не вступать в противоречие с панэллинизмом фанариотов, которые в значительной мере контролировали патриархию и мечтали об эволюционной реставрации Византии на месте Османской империи.
По мнению непосредственного участника событий Тодора Бурмова (впоследствии первый премьер-министр Болгарского княжества), «только после обнародования султаном Абдул-Меджидом в 1839 году известного гюльханийского гатти-шерифа, до некоторой степени ослабившего практиковавшийся прежде на всех ступенях турецкой правительственной администрации безграничный произвол и поставившего задачею хотя бы некоторое охранение и обеспечение личных и имущественных прав всех, без различия религии и племени, — и болгары осмелились заявить свой голос против ничем не ограниченной зависимости их от греческого духовенства, подготовлявшего поглощение Болгарии панэллинизмом».
В патриаршество Кирилла VII (1855—1860) было хиротонисано несколько епископов болгарского происхождения, в том числе народный деятель Иларион (Стоянов), возглавивший болгарскую общину Константинополя с титулом епископа Макариопольского. В письме от 8 ноября 1858 года настоятель русской посольской церкви в Константинополе архимандрит Петр (Троицкий) писал обер-прокурору Синода Александру Толстому: «Вся Болгария, за исключением некоторых, пяти или не более семи из 50-ти епархий, в Македонии, читает и слушает слово Божие и не украдкой на церковнославянском <…> По всей Болгарии, за исключением городов и, по местам, самых близких сёл подгородных, священники избирались и избираются из среды самого народа, и притом самим же народом, то есть его эфорами. Местный архиерей только утверждает выбор одного из двух обыкновенно ему представляемых кандидатов на священство.».
После издания (под принуждением Англии и Франции) султаном Абдул-Меджидом I в феврале 1856 года декрета Хатт-и хумаюн (Hatt-ı Hümayun), который, хотя и номинально, провозглашал равенство всех подданных империи, свободу религии и разрушал прежнее устройство миллетов, болгары подали петицию с изложением своих притязаний, которые были отвергнуты как патриархатом, так и Портой.
Как констатировал исследователь предыстории схизмы протоиерей Московского патриархата Василий Верюжский, во второй половине 1850-х годов борьба болгар (прежде всего молодёжи, подстрекаемой учителями) с греческим епископатом приняла явно ненормальный характер: «стали просто издеваться над владыками». Особенно целенаправленно преследовался Тырновский митрополит Григорий Катрис, последний греческий иерарх, стоявший во главе епархии (1858—1867).

## Краткая история раскола и экзархата

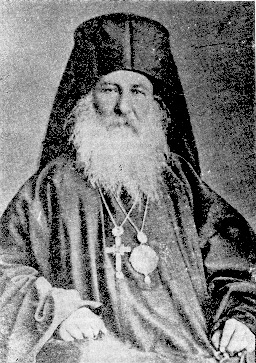
епископ Иларион Макариопольский

3 апреля 1860 года, в день святой Пасхи, во время литургии в болгарском храме святого Стефана в Константинополе, вместо многолетия Патриарху Кириллу VII, по пении «Елицы во Христа крестистеся» диаконом, по настоянию сговорившегося народа, было провозглашено многолетие султану (в болгарских церквах до того времени не было обычая совершать молитву о султане или возглашать ему многолетие). По освящении же Святых Даров, сам литургисавший епископ Иларион Макариопольский, вместо имени Патриарха, помянул «всякое епископство православных», то есть исполнил порядок поминовения, принятый для самостоятельных (автокефальных) архиепископов. Такая акция означала односторонний выход болгарской общины Константинополя из юрисдикции Патриархата. По свидетельству Тодора Бурмова, акция 3 апреля была предварительно согласована главными руководителями болгарской общины Христо Топчилештовым и Николаем Минчоглу с Портой, в частности с визирем Аали-пашой. Руководители общины в тот же день были благосклонно приняты турецкими министрами; также обрадованы совершённой демонстрацией были «агенты латинской пропаганды», специально пришедшие к пасхальной заутрене. По мнению Бурмова, Порта, отрывая болгар от православия, рассчитывала уменьшить влияние России на христианское население империи. Собравшийся 9 апреля Синод Великой Церкви, выслушав оправдания Илариона, ссылавшегося на требования народа, не был удовлетворён его объяснениями; однако, составленный Патриархом такрир (представление Порте), требовавший гражданского наказания для Илариона, был оставлен правительством без последствий. Со стороны Патриархии последовали церковные прещения в отношении епископа Илариона и иных.
В конце 1860 года значительная часть болгарской общины Константинополя на короткое время примкнула к унии; 14 апреля 1861 года Папа Пий IX возвёл неграмотного престарелого архимандрита Иосифа Сокольского в сан архиепископа с титулом апостольского наместника, в каковом статусе он был признан Портой. Но в том же году уния распалась, а Сокольский оказался в России вследствие неясных обстоятельств. Учреждение болгарской униатской структуры резко изменило позицию российского правительства в греко-болгарском вопросе: ранее в Санкт-Петербурге выступали за единство всех православных Османской империи под началом Константинопольского Патриархата (единственным видным деятелем, ратовавшим за болгар, был архиепископ Херсонский Иннокентий Борисов; эллинофилом слыл ушедший в 1862 году в отставку обер-прокурор Святейшего синода граф А. П. Толстой); болгар же поддерживала Англия. Поддержка болгар была в русле общего курса Александра II, направленного на постепенный демонтаж Османской империи путём обретения бо́льшей свободы славянскими народами империи, — что принципиально расходилось с прежней николаевской политикой поддержания целостности оттоманских владений при стремлении к достижению максимального влияния над Портой.
Французская пресса в Константинополе в 1860-е годы усиленно распространяла мнение, что болгары действуют против фанариотов под влиянием русских, то есть по наущению и при поддержке агентов российского правительства. В 1860-е годы накал националистических настроений среди болгар достигал такого ожесточения, что в начале 1865 года некоторые влиятельные константинопольские болгары (болгарское духовенство находилось в «безусловном подчинении мирским руководителям болгар») предприняли попытку отделиться от Константинопольской Патриархии не только административно, но и по вероучению, объявив скончавшегося 1 февраля того года митрополита Авксентия Велесского святым особой Болгарской Церкви (его тело было бальзамировано).

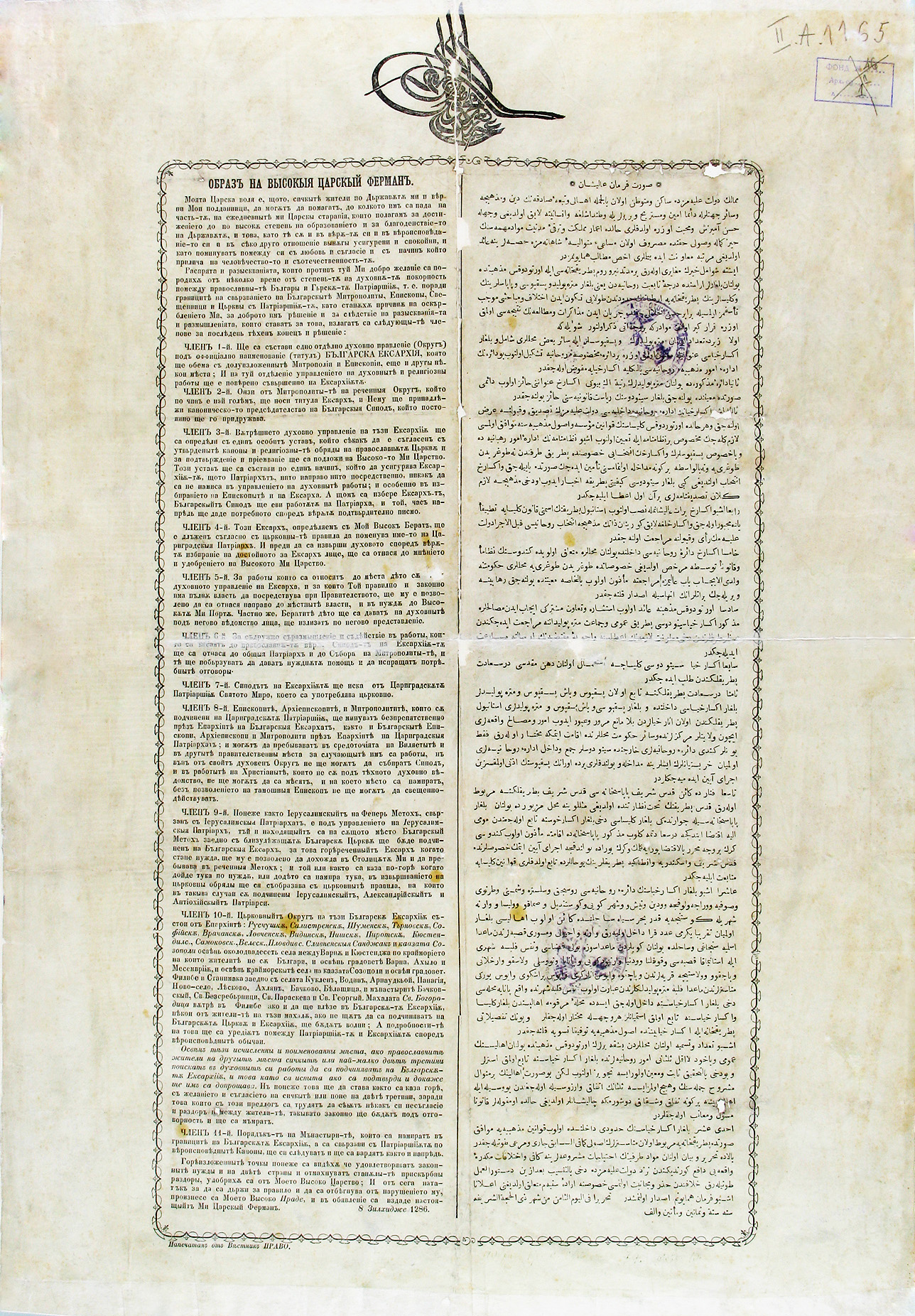
Фирман об учреждении Болгарского экзархата

Прибывший в 1865 году в Константинополь в качестве чрезвычайного посланника граф Игнатьев имел прямые указания от российского императора Александра II добиваться от Патриархии уступок для болгар. В русле такой линии Петербурга патриарх Григорий VI в 1867 году составил проект, отдававший болгарам (хотя и при сохранении верховной юрисдикции патриархии) область между Дунаем и Гемусом (современная Стара-Планина). Но притязания болгар, которых теперь против греков поддерживала сама Порта (вследствие восстания на Крите), пошли значительно дальше, и проект не был принят.
Предложение патриарха Григория VI созвать вселенский собор для разрешения болгарского вопроса (12 декабря 1868 года Патриарх направил обширное послание с изложением обстоятельств распри и своими предложениями предстоятелям автокефальных Церквей; 6 болгарских епископов в феврале 1869 года разослали своё послание с изложением вопроса с их точки зрения) было отвергнуто российским Святейшим синодом и не разрешено вполне султаном, хотя принято прочими поместными Церквами.
23 декабря 1868 года болгарские епископы Филиппопольский Панарет (Мишайков), Софийский Дорофей (Спасов) и Ловчанский Иларион (Иванов) подали патриарху формальное отречение от его духовной власти; к их прошению вскоре присоединились Видинский Анфим (Чалыков) и Велесский Геннадий (Димитров). Прошение епископов было рассмотрено Синодом и отвергнуто им как незаконное и противоканоническое.
28 февраля 1870 года сторонам был вручён султанский фирман об учреждении автономного Болгарского экзархата для 15 епархий болгарских, а также тех 12-ти епархий, жители которых в своём большинстве (две трети) пожелают войти в его юрисдикцию при сохранении номинальной канонической зависимости от Константинопольского Патриарха. В конце марта того же года Патриарх Григорий, бывший с февраля не у дел по болезни, созвал Синод, который расценил сам факт фирмана по внутрицерковному вопросу как антиканоничный и заявил Порте протест против посягательства на прономии Патриархии (то есть на автономию её религиозно-церковной юрисдикции). Получив неблагоприятный для себя ответ правительства, Патриарх направил визирю Аали-паше разъяснительную записку от 7 апреля 1870 года, протестуя, в частности, против использования Портой термина «болгарская церковь».
18 января 1872 года был зачитан циркуляр визиря о применении фирмана о экзархате, решение о чём было обнародовано 2 февраля того же года. Болгары тогда же приступили к избранию экзарха. Первоначально был избран Иларион Ловчанский, но он взял самоотвод, ввиду невозможности, как отлучённому от Церкви, быть утверждённым Портой. 16 февраля (28 февраля) 1872 года экзархом был избран митрополит Видинский Анфим.

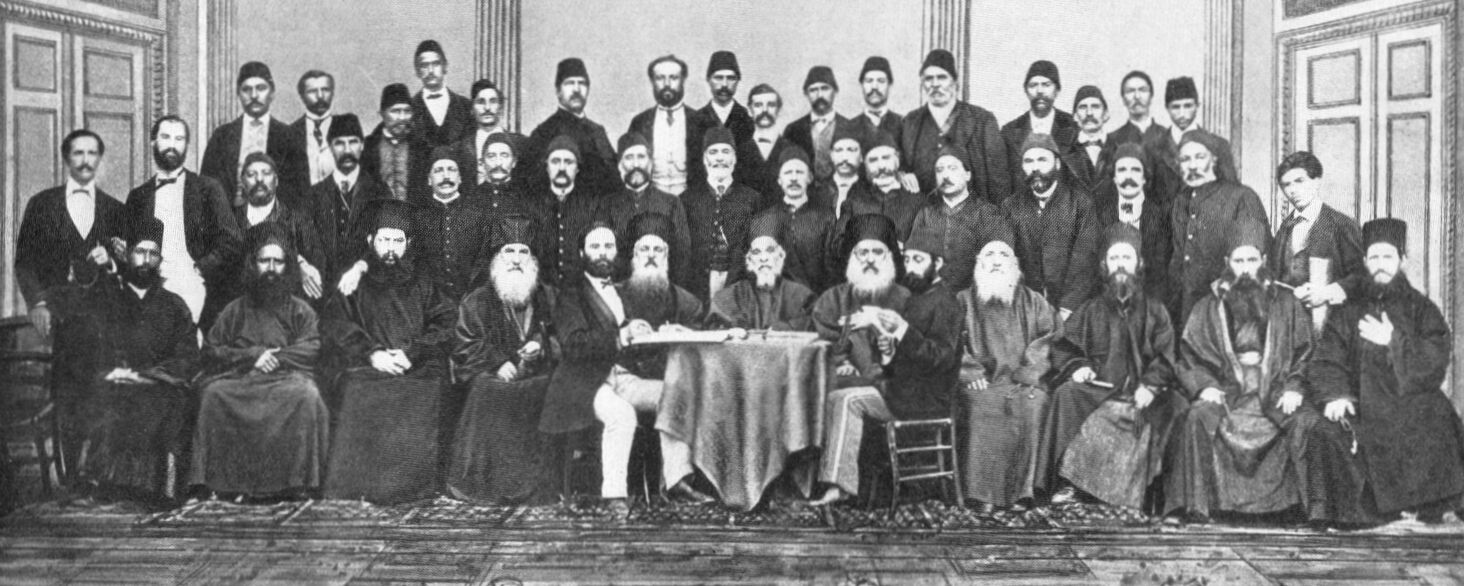
Учредительное собрание (Константинополь, 1871)

11 мая (18 мая) 1872 года, вопреки прямому запрету патриархии, экзарх Анфим Чалыков вместе с другими архиереями, находившимися под запрещением, совершил в запечатанном по распоряжению Патриарха Анфима VI болгарском храме литургию, во время которой был торжественно прочитан акт о провозглашении Болгарской Церкви автокефальной. В ответ Константинопольский патриарший синод объявил Анфима Чалыкова лишённым священства, а прочих единомысленных ему архиереев — отлучёнными от Церкви.
Собор в Константинополе, проходивший в сентябре 1872 года под председательством патриарха Анфима VI, в котором участвовали бывшие Константинопольские патриархи Григорий VI и Иоаким II, патриарх Александрийский Софроний, патриарх Антиохийский Иерофей, патриарх Иерусалимский Кирилл II (покинул Собор, не подписав его определений), архиепископ Кипрский Софроний, представители Элладской Церкви, 18 (30 сентября) объявил Болгарский экзархат состоящим в расколе (схизме), постановление о чём было зачитано в Фанаре 19 сентября). Действия болгарских иерархов были осуждены как основанные на «филетисме» (греч. φυλετισμός, то есть привнесении племенного начала в Церковь); Собор постановил: «<…> Приемлющих филетисм и дерзающих основывать на нём племенные сборища, мы провозглашаем, согласно священным канонам, чуждыми единой святой, кафолической и апостольской церкви или, что то же, схизматиками.».
В конце декабря 1872 года покаяние Константинопольскому патриарху принёс знатный болгарский деятель (и оттоманский чиновник) Гавриил Крестович, ранее принимавший деятельное участие в расколе; возможной причиной такого шага был факт его женитьбы на гречанке, а также его официальный статус.
В период после 1878 года центром греко-болгарского противостояния стала Македония: Болгарский экзархат добивался от Порты официального назначения болгарских епископов в Македонию (Скопие и Охрид) и Фракию (Адрианополь), что встречало решительное противодействие со стороны Патриархии и вообще греков, составлявших часть населения в данных местностях; на стороне греков теперь выступало также правительство Сербского княжества. Несмотря на неоднократные протесты патриарха Дионисия V, бывшего родом из Адрианополя, 26 июля 1890 года были выданы бераты епископам в Скопие (Ускюбская митрополия) и Охриде (ираде султана от 5 (17) июля 1890 года). Вследствие такого решения Порты, а также иных спорных (между Фанаром и Портой) вопросов, касавшихся судебной юрисдикции Патриархии и митрополитов трона по гражданским делам, 3 октября 1890 года Синод и Патриарх подписали протест ко всем автокефальным церквам и объявили интердикт, то есть прекращение богослужений во всех храмах за исключением неотложных треб. Хотя султаном была учреждена специальная комиссия для разрешения создавшегося кризиса, вызывавшего волнения среди греческих подданных, Порта отказалась идти на уступки в вопросе о болгарских епископах, пойдя на удовлетворение требований патриархии в вопросе о прономиях и привилегиях в канун Рождества того же года. Выдача бератов болгарским архиереям была по преимуществу заслугой австро-венгерской дипломатии, ввиду чего 27 июля экзарх Иосиф посетил с благодарностью за содействие австро-венгерского посланника Генриха Каличе. Попытки российского правительства предотвратить удовлетворение требований незаконного, по мнению Петербурга, правительства Стамболова провалились.
В феврале 1909 года в Константинополе при экзархе был образован и открыл заседания Священный синод под председательством экзарха Иосифа Йовчева, — невзирая на протесты патриархии пред Портой.
В начале 1910-х годов в экзархат входило 11 епархий в Болгарском царстве и 8 епархий в Оттоманской империи (Македония); резиденция экзарха до 1913 года находилась в Константинополе.
Вопросы, связанные с греко-болгарской схизмой обсуждались на I всезарубежном соборе, состоявшемся в ноябре 1921 года. Русские архиереи констатировали, что они желали бы восстановить общение с Болгарской Церковью, но не могут превышать свои каноничные правомочия, без участия других Поместных Церквей и в частности Константинопольской. Несмотря на это, продолжая практику Русской Церкви и основываясь на правилах (71, 81, 88, 122 карфагенского собора и 122 по нумерации в кормчей), соборяне разрешили русским священникам и дьяконам совершать все виды богослужений и таинств с епископами и клиром Болгарской Церкви, также и русским епископам с болгарским духовенством. А между епископами разрешалось только совместное служение молебнов, панихид и проч., но «никак не совершение Божественной литургии и других св. таинств Православной Церкви».
В 1930 году патриарх Константинопольский Фотий II созвал в монастыре Ватопед на Афоне совещание для подготовки Всеправославного Собора. На его заседаниях Константинопольский патриархат представляли митрополит Трапезундский Хрисанф (Филиппидис) и митрополит Сардский Герман (Афанасиадис). Одним из важнейших тем для обсуждения была подготовка почвы для начала переговоров по проблеме болгарской схизмы.

## Снятие схизмы
Русская православная церковь своим ходатайством перед патриархом Константинопольским Вениамином подготовила почву для переговоров между греками и болгарами о прекращении схизмы. В апреле 1945 года патриарх Константинопольский Вениамин извещал патриарха Московского Алексия, что 21 января 1945 года новоизбранный болгарский экзарх митрополит Софийский Стефан (Шоков) «просил снять с Болгарского клира и народа объявленное церковное отлучение и восстановить мир и единение в теле Святой нашей Православной Церкви». Просьба митрополита Стефана была удовлетворена 22 февраля Синодом Константинопольского патриархата.
25 февраля в храме святого Георгия в Фанаре впервые после 73-летнего разделения Синодом Константинопольского патриархата и присланными епископами Болгарского экзархата была совместно совершена литургия. 13 марта в патриархии был торжественно подписан томос об автокефалии Болгарской церкви.

## Реакция российского правительства и общества
Константинопольская Патриархия дважды направляла в Санкт-Петербург послания с предложением созыва вселенского собора: 12 декабря 1868 года и 30 сентября 1870 года. Российский Святейший Синод в обоих случаях, отклонив предложение, высказал в марте 1871 года, в частности, следующее:

«<…> То, чего не хотела дать болгарам власть церковная по своей доброй воле, решилась дать им местная власть гражданская, государственная, указывая на свою непререкаемую обязанность заботиться о спокойствии и безопасности своих подданных и не находя никакого другого средства положить конец тому волнению умов и тем беспорядкам, которые несколько уже лет происходят в разных местах империи из-за греко-болгарского разногласия. Мы совершенно соглашаемся с вашим святейшеством, когда вы возвышаете свой архипастырский голос против образа действий Порты, задумавшей одним собственным фирманом решить этот вопрос, который отнюдь не может быть решён без ближайшего участия церковного правительства и особенно согласия вашего святейшества, как относящийся непосредственно к вашему патриашему округу. Но, с другой стороны, объявляем со всею откровенностию, хотя и со скорбию в сердце, мы не можем согласиться с мыслию, будто для решения настоящего вопроса необходимо созвание Вселенского Собора. Вселенские Соборы, как даёт понять самое название их, могут быть созываемы только по делам, касающимся вселенской веры и церкви. <…> А вопрос греко-болгарский не касается оснований нашей святой веры и не угрожает опасностию ни одному из её догматов. <…> Каждый беспристрастный должен согласиться, что из-за таких незначительных разногласий было бы несправедливо отвергать, отлучать от церкви и называть раскольниками болгар, когда они заявляют, что не желают совершенно отделяться от вселенской патриархии <…>»
В более раннем послании российского Синода Патриарху Григорию VI и Синоду (в ответ на их послание от 12 декабря 1868 года) также выражалось мнение о нецелесообразности вселенского собора и, в частности, говорилось следующее:

«<…> Сам Вселенский Патриарх вправе делать Болгарам уступки, какие признает справедливыми или нужными <…>; но без согласия Его Святейшества и против его воли Болгары не вправе взять или отнять у Него то, чего домогаются, а тем более не вправе совершенно отказаться от церковного подчинения своему верховному Архипастырю, самовольно отторгнуться от Него, — это был бы уже раскол, и Болгары, по церковным правилам, неизбежно были бы признаны раскольниками. Но, с другой стороны, те же истина и справедливость не могут не сказать, что некоторые, если не все, желания Болгар, заявляемые ими пред Вселенским Патриархом, суть желания самые естественные, основательные, законные, и что, следовательно, Его Святейшество призывается самым своим пастырским долгом удовлетворить, по возможности, этим желаниям во имя Христианской правды и любви, для мира и блага своей духовной паствы, и чем больше удовлетворить, тем лучше. 2) По мнению Святейшего Синода, не только благо православной церкви вообще, но и благо самих Болгар требуют, чтобы они не домогались совершенного отделения от Вселенского Патриарха и полной церковной самостоятельности. Если бы Болгары составляли отдельное государство, как составляют Русские и жители Греции, тогда существование самостоятельной Болгарской церкви было бы и естественно, и безопасно <…> Но теперь, когда предполагаемая самостоятельная церковь Болгарская и церковь Греческая или Константинопольская находятся в пределах одного государства, и члены той и другой во многих местах совершенно перемешаны между собою, столкновения между обеими были бы неизбежны <…>»
Хотя Санкт-Петербург в политическом отношении заявлял о нейтралитете в «греко-болгарской распре» (впоследствии, после объявления схизмы, в церковном отношении, отколовшихся от Патриархата болгар рассматривали как раскольников, но не еретиков), посол Александра II в Константинополе граф Николай Игнатьев с помощью тайной дипломатии действовал де-факто на стороне болгар и приложил усилия к изданию фирмана Абдул-Азиза в феврале 1870 года о Болгарском экзархате в визирство Али-паши (Аали-паши) Мегемед-Эмина.
Однозначно на стороне болгар выступила официозная российская печать. Так газета «Московские ведомости» в № 2 за 1873 год, в своём обзоре международной политики за минувший год, писала: «Здесь мы только сожалеем, что константинопольский патриарх Анфим VI вступает на опасный путь римских епископов. Православные арабы теперь волнуются не менее Болгар и начинают стремиться к освобождению от греческой опеки. Константинопольские Греки очень мало помогут церковному делу, распуская уверения, будто бы Болгар и Арабов подстрекают русские агенты.» Журнал «Гражданин», редактировавшийся тогда Ф. М. Достоевским, в ряде номеров за 1873 год поместил пространное письмо архимандрита Григория Паламы, которое содержало апологию действий Вселенской Патриархии в конфликте.
В октябре 1872 года газета «Русские ведомости» соглашалась с цитируемым ею изданием «Русский мир»: «Мы едва ли благоразумно поступаем совершенно непроизводительно отпуская богатые пособия греческой церкви, нам не сочувствующей. <…> было бы несообразно удерживать за греческою церковию богатые имущества её в России после того, как вожди греческой церкви исторически, путём долгого опыта, показали, как мало они ценят наше покровительство, платя за добро наше решительным несочувствием, доходящим до полной враждебности»
Единственным иерархом Российской Церкви, сделавшим попытку дать историко-правовой анализ и церковно-каноническую оценку проблемы, был член Святейшего Синода архиепископ Литовский Макарий (Булгаков), записка которого, составленная в 1873 году, была опубликована в конце 1891 года. Исследуя историю подчинения в 1767 году Охридской архиепископии Константинопольскому патрирхату, архиепископ Макарий делал вывод: «Следовательно и ныне патриархия должна признать совершенно законным и имеющим полную силу фирман царствующего султана Абдул-Азиса, возвращающий болгарам церковную самостоятельность, и должна безусловно покориться этому фирману.» Российский иерарх, впрочем, делал оговорку, что Вселенский Патриарх опирался при рассуждениях об этом вопросе не на историю, «а на слово Божие и на каноны церкви». Архиепископ Макарий подчёркивал, что «определение константинопольского собора, как поместного, обязательно лишь для тех церквей, архипастыри которых на нём присутствовали, а для всех прочих самостоятельных церквей нисколько необязательно», и делал такой вывод для Российской Церкви: «Мы можем, мы должны признавать и болгар, как и греков, несмотря на совершившийся между ними разрыв, равно нашими братьями по вере и православию.»
Есть свидетельства, что русские официальные лица, отвечавшие за сношения с Патриархатом, не питали иллюзий в отношении состояния Болгарского экзархата; так, в октябре 1878 года сотрудник русского посольства в Константинополе Михаил Ону писал Тертию Филиппову: «Болгары заняты исключительно своими национальным интересами. Болгарская иерархия не пользуется никаким уважением между болгарами, не имеет никаких традиций, да и сама мало интересуется вопросом о примирении с патриархией, в особенности с тех пор как она смекнула на деле, что вследствие различных обстоятельств и в особенности последней войны она de facto признана уже нашей иерархией.»
С ухудшением и разрывом (ноябрь 1886 года) отношений между Россией и режимом в Болгарском княжестве началась переоценка прежней петербургской политики и приоритетов в сторону поиска союза с Фанаром, который всё более ориентировался на афинское правительство.

## Политические и иные последствия
Общественность и пресса России воспринимали болгарский церковный вопрос как прежде всего проблему национально-политическую. В консервативной части российского общества греко-болгарский конфликт вызвал рост панславистских настроений, что стало одной из внутриполитических предпосылок войны с Турцией в 1877—1878 годы. Последняя привела к оккупации российской армией территорий Османской империи, населённой болгарским, а также смешанным болгарским и греческим населением (во Фракии). В конце военной кампании, 1 марта 1878 года, уполномоченный для ведения переговоров с Портой граф Игнатьев во время встречи с визирем требовал подписания мирного договора (см. статью Сан-Стефанский мир), который бы предусматривал независимую Болгарию в её этнических границах, определённых фирманом о Болгарском экзархате.
Среди греков в Греческом королевстве, а также, хотя и в значительно меньшей степени, в оттоманских владениях усилились антироссийские настроения, возраставшие с 1840-х годов. Примечательный эпизод произошёл в начале 1879 года в Адрианополе: чернью (расследование показало, что в избиении участвовали как болгары, так и местные греки) был избит греческий митрополит Дионисий (впоследствии патриарх Дионисий V), что послужило поводом для местных греков собрать 14 тысяч подписей под благодарственным адресом Оттоманскому правительству, под власть которого тогда возвращался русской оккупационной администрацией Адрианополь; новый оттоманский генерал-губернатор Реуф-паша был торжественно встречен греками, в частности такими словами: «Долго мы были в плену, наконец-то видим мы нашего избавителя.» После войны, российская политическая деятельность (в том числе на церковном направлении) в Константинополе встречала организованное противодействие правительства и прессы королевства, а также отчасти Патриархии, всё более попадавшей под влияние греческого правительства и банкиров.
Конфликт вызвал в русском богословии начало процесса осмысления ряда экклесиологических проблем, в частности, связанных с каноническим статусом вселенского собора в православии.
В конце апреля 1945 года, после снятия схизмы в феврале того же года, председатель Совета по делам Русской православной церкви Георгий Карпов в докладной записке Иосифу Сталину по итогам состоявшегося ранее в том же месяце визита делегации Московского патриарха в Болгарию, со ссылкой на митрополита Стефана Шокова, со слов болгарского консула в Константинополе Поповского, сообщал: «В настоящий момент в Константинополе сложилась весьма благоприятная обстановка для русских церковных интересов. Афинское (греческое) правительство, недовольное снятием схизмы Вселенским патриархом с Болгарской церкви (февраль 1945 г.), первоначально снизило отпускаемую субсидию на содержание Константинопольского патриархата (с 500 до 300 турецких лир в месяц на каждого епископа), а сейчас объявило, что совершенно прекращает её, что ставит Вселенский патриархат в очень затруднительное материальное положение. Вследствие этого Стефан высказал своё мнение, что было бы полезно для укрепления русского влияния в Константинополе и вообще в Турции, если бы Константинопольскому патриархату была оказана из России материальная поддержка (примерно тысяч 20 турецких лир в месяц: по тысяче лир 12 епископам и 8 тысяч лир патриарху).»

## Комментарии
1. ↑  Даты в статье указаны по действовавшему тогда в Османской империи Румийскому календарю, согласованному с юлианским.
2. ↑  О двух патриархах начала XIX века — Хрисанфе (1824—1826) и Агафангеле (1826—1830) — есть сведения, что они могли быть болгарами по происхождению, впрочем вполне эллинизированными (см. И. И. Соколов. Константинопольская церковь въ XIX вѣкѣ. Опытъ историческаго изслѣдованія. Т. I, СПб., 1904, стр. 505. Также: «ЖМП». 1948, № 7, стр. 32.